# Luci Atili (tribú de la plebs 311 aC)
Luci Atili (en llatí: Lucius Atilius) va ser tribú de la plebs l'any 311 aC. Formava part de branca plebea de la gens Atília.
En unió del seu col·lega Gai Marci va promulgar una llei, la llei Atilia Martia, que donava al poble el poder per elegir setze tribuns militars en les quatre legions: setze electes d'un total de vint-i-sis, sis per cada legió; anteriorment, només s'elegien sis dels vint-i-quatre, i la resta els nomenaven els cònsols.